# Racing Club de Strasbourg 1980-1981
Questa voce raccoglie le informazioni riguardanti il Racing Club de Strasbourg nelle competizioni ufficiali della stagione 1980-1981.

## Organigramma societario
Area direttiva
- Presidente: André Bord
- Vice presidenti: René Maechler, Gérard Schmaltz

Area organizzativa
- Segretario generale: Jean-Michel Colin

Area tecnica
- Allenatore: Gilbert Gress, dal 24 settembre Raymond Hild

Area sanitaria
- Medico sociale: Dany Eberhardt

## Maglie e sponsor
Lo sponsor tecnico per la stagione 1980-1981 è Adidas, mentre lo sponsor ufficiale è Caisses Mutuelles.
| Manica sinistra · Manica sinistra · Maglietta · Maglietta · Manica destra · Manica destra · Pantaloncini · Calzettoni · Calzettoni | Manica sinistra · Manica sinistra · Maglietta · Maglietta · Manica destra · Manica destra · Pantaloncini · Calzettoni · Calzettoni |